# Chec
Chec (hebrejsky: חץ‎; doslova „Šíp“, zpočátku též מיפלגה חילונית ציונית‎, Miflaga chilonit cijonit, „Sekulární sionistická strana“) byla izraelská sionistická, sekulární politická strana založená v roce 2006 Avrahamem Porazem.

## Okolnosti vzniku a ideologie strany
Strana vznikla v souvislosti s rozkolem ve straně Šinuj ke konci funkčního období šestnáctého Knesetu zvoleného ve volbách roku 2003. Avraham Poraz, dosavadní druhý muž strany po předsedovi Tommy Lapidovi, prohrál v souboji o post lídra kandidátky do voleb roku 2006 nečekaně s Ronem Levintalem. V důsedku této porážky se Poraz rozhodl odtrhnout od Šinuj. Připojilo se k němu dalších 10 poslanců strany (z celkového počtu 15) včetně dosavadního předsedy Lapida. 26. ledna 2006 založili takzvanou Sekulární frakci. 5. února 2006 se od ní ovšem odtrhli dva poslanci Chemi Doron a Eli'ezer Sandberg, kteří se rozhodli založit vlastní politickou formaci ha-Bajit ha-le'umi.
Poraz se snažil ustavit Chec jako plnohodnotnou stranu, ale již bylo pozdě na to ji registrovat do blížících se voleb. Pokoušel se vytvořit předvolební koalici se stranou Tafnit, ale ta to odmítla. Nakonec Chec do voleb nastoupil ve spolupráci s malou stranou Občan a stát, která byla pro potřeby voleb přejmenována na Chec. Lapid se stal jejím čestným lídrem.
Vzhledem k rozkolu strany Šinuj, která sice byla odchodem většiny poslanců oslabena, ale voleb se účastnila, a vzhledem k nabídce nových politických formací jako Kadima ovšem Chec ve volbách neuspěla. Získala jen 10 113 hlasů (0,33 %) a nedosáhla na práh pro vstup do izraelského parlamentu. Neúspěchem skončila i strana Šinuj (4 675 hlasů, 0,16 %).
Před volbami roku 2009 bylo oznámeno, že Chec bude kandidovat společně se stranou Zelených, přičemž Poraz měl zaujmout jedno z prvních pěti míst na kandidátní listině. Tato dohoda ale byla nakonec zrušena a Chec ve volbách nekandidovala.
Ideologicky jde o stranu podobnou straně Šinuj. Je centristická, liberální a silně sekulárně zaměřená. Strana slibovala přijmout v Izraeli ústavu, oddělit stát a náboženství, povolit civilní sňatky a zrušit množství zákonných úprav, které podle ní nepřiměřeně podporují ultraortodoxní Židy, například velké rodičovské přídavky, které jsou výhodné pro početné ultraortodoxní rodiny, nebo výjimka z vojenské povinnosti.